# Mimomusonius viettei
Mimomusonius viettei är en skalbaggsart som beskrevs av Stefan von Breuning 1980. Mimomusonius viettei ingår i släktet Mimomusonius och familjen långhorningar.
Artens utbredningsområde är Madagaskar. Inga underarter finns listade i Catalogue of Life.